# 펠리프 베르톨두
펠리프 베르톨두(1991년 1월 5일 ~ )는 동티모르의 축구 선수이다.

## 국가대표 경력
그는 2014년 동티모르대표팀에 데뷔했다. 그는 국제 A매치 5경기에 출전해서 1골을 득점하였다.

## 통계
| 동티모르 | 동티모르 | 동티모르 |
| 연도     | 출전     | 골       |
| -------- | -------- | -------- |
| 2014     | 4        | 1        |
| 2015     | 1        | 0        |
| 합계     | 5        | 1        |